# اسکات (میسیسیپی)
اسکات (به انگلیسی: Scott) یک منطقهٔ مسکونی در ایالات متحده آمریکا است که در شهرستان بولیوار، میسیسیپی واقع شده‌است. اسکات ۴۱٫۱۵ متر بالاتر از سطح دریا واقع شده‌است.